# راس سدر
رأس سدر نام شهر و شهرستانی در استان جنوب سیناء مصر است.